# Aiuto alla chiesa che soffre
Aiuto alla chiesa che soffre (ACS) è una Fondazione di diritto pontificio, fondata nel 1947 fra le rovine e le devastazioni della seconda guerra mondiale dal sacerdote olandese padre Werenfried van Straaten. La peculiarità delle sue iniziative è portare soccorso alla Chiesa cattolica laddove la mancanza di mezzi economici o la violazione della libertà religiosa ne rendano difficile o impossibile la sua missione evangelizzatrice.
L'opera è stata riconosciuta come fondazione di diritto pontificio da papa Benedetto XVI il 1º dicembre 2011.

## Attività
È presente con sedi nazionali in 23 Paesi (in Europa, America del Nord e del Sud, Asia e Oceania):
1. Austria
2. Australia
3. Belgio
4. Brasile
5. Canada
6. Cile
7. Colombia
8. Corea del Sud
9. Filippine
10. Francia
11. Germania
12. Irlanda
13. Italia
14. Malta
15. Messico
16. Paesi Bassi
17. Polonia
18. Portogallo
19. Slovacchia
20. Spagna
21. Svizzera
22. Regno Unito
23. Stati Uniti d'America

La sezione italiana di ACS dal 1999 realizza annualmente il Rapporto sulla libertà religiosa nel mondo.
Ogni anno realizza circa 6.000 progetti in 140 Paesi del mondo. Tra le tipologie di progetti sostenute: aiuti ai rifugiati, formazione per seminaristi e novizie; costruzione di chiese, seminari e conventi; borse di studio per sacerdoti e suore; sostegno a radio ed emittenti televisive di ispirazione cristiana; fornitura di mezzi di trasporto per la pastorale;  diffusione di testi religiosi, bibbie e catechismi; sostegno a monasteri di clausura, sacerdoti bisognosi, famiglie in difficoltà.
In alcuni Paesi esiste ancora la pena di morte e alcune persone vengono condannate a morte perché cristiane. La fondazione pontificia contrasta questo fenomeno con azioni concrete e sostiene i Cristiani perseguitati come Asia Naurin Bibi che è diventata la donna simbolo della persecuzione religiosa in Pakistan.
Una delle iniziative di Acs Italia è quella di illuminare i monumenti storici di colore rosso in ricordo dei martiri. Nel 2018, anche il Colosseo si è illuminato di rosso alla presenza del Presidente Mauro Piacenza, di Alfredo Mantovano, del segretario di stato vaticano Pietro Parolin, di Nunzio Galantino e di Antonio Tajani .